# Chiesa di San Giuseppe (Jolanda di Savoia)
La chiesa di San Giuseppe, anche nota come chiesa di San Giuseppe Sposo della Beata Vergine Maria, è la parrocchiale di Jolanda di Savoia in provincia di Ferrara. Appartiene al vicariato di Sant'Apollinare dell'arcidiocesi di Ferrara-Comacchio e risale al XX secolo.

## Storia

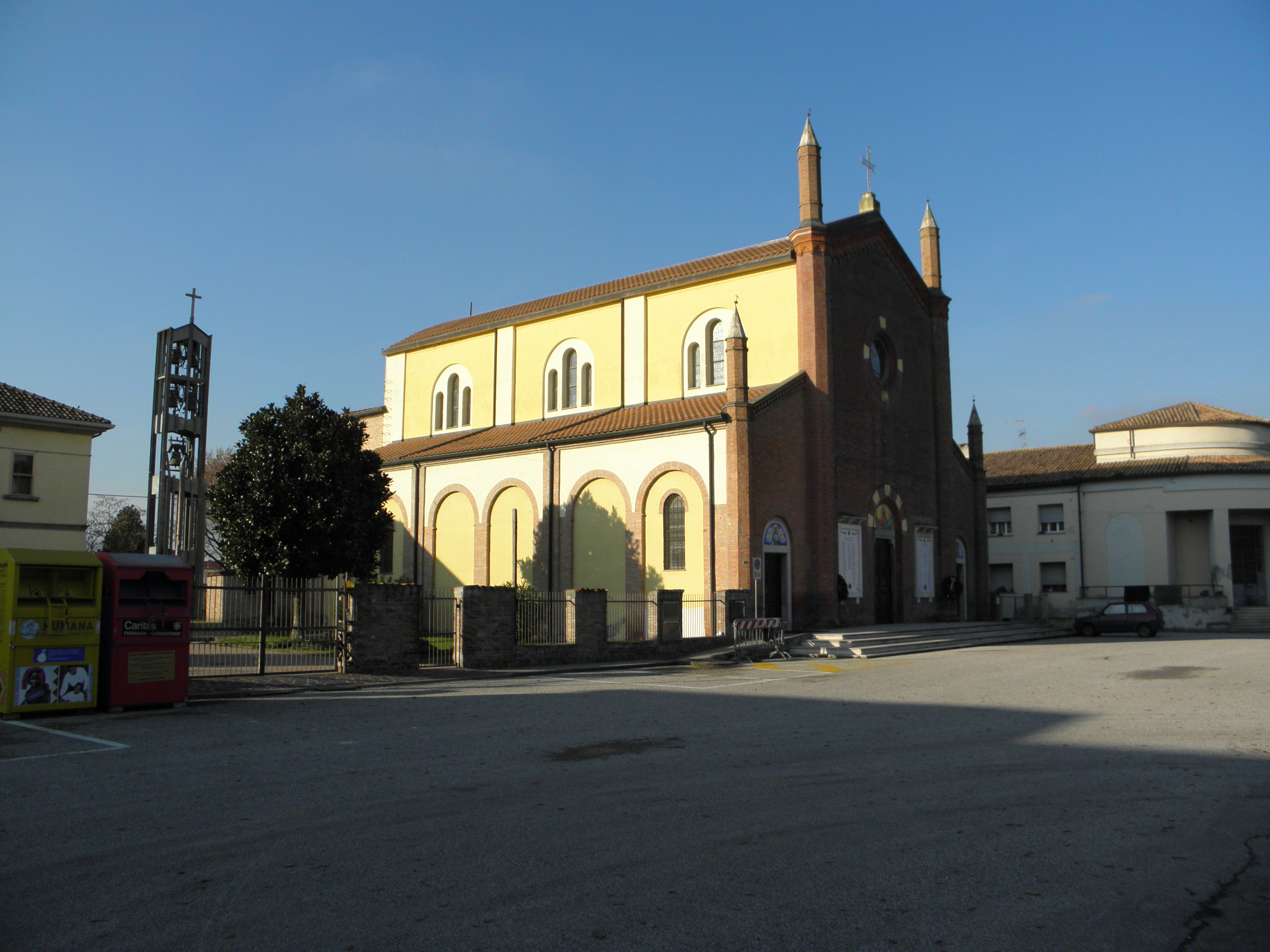
Chiesa di San Giuseppe vista lateralmente e torre campanaria

Il territorio di Jolanda sino al XIX secolo era paludoso e fu solo ad iniziare dal 1882 che la società Bonifiche Ferraresi cominciò ad assumere l'aspetto recente. Il primo insediamento religioso si deve a suore provenienti da Comacchio in barca che vi edificarono un asilo, una scuola e un oratorio. Fu il cardinale e arcivescovo di Ferrara Giulio Boschi che volle fosse creata la parrocchia di San Giuseppe nel 1900. In origine i fondi per la costruzione della chiesa avrebbero dovuto arrivare dalla curia ma dopo alcuni anni di attese la società di bonifica iniziò la costruzione della canonica per il parroco che celebrava la messa nell'oratorio. Nel 1904 si pose la prima pietra del nuovo luogo di culto e il cantiere venne chiuso dieci anni dopo. La solenne consacrazione fu celebrata dallo stesso cardinale Boschi a lavori ultimati. Dal punto di vista amministrativo intanto il comune di Copparo aveva subito la separazione di alcune sue frazioni e il territorio, sino a quel momento Comune di Le Venezie, prese il nome di Iolanda di Savoia, figlia del re Vittorio Emanuele. La torre campanaria venne eretta solo nel 1990 come struttura in metallo leggermente lontana dalla chiesa.

## Descrizione

### Esterni
La chiesa parrocchiale si trova in posizione centrale a Jolanda di Savoia e mostra orientamento verso ovest. La facciata a salienti è in cotto a vista caratterizzata da quattro paraste che la suddividono in tre settori, ognuno con un suo portale. Nella parte centrale, sopra l'ingresso, si trova il grande rosone con vetrata policroma. La torre campanaria di costruzione recente si trova in posizione arretrata e separata sulla sinistra.

### Interni
All'interno vi sono tre navate ognuna col proprio altare. Il presbiterio è leggermente rialzato e l'adeguamento liturgico è stato realizzato nel 1970 ponendo la mensa al popolo davanti all'altare maggiore storico.